# Sandžágín Bajar
Sandžágín Bajar (mongolsky: Санжаагийн Баяр) (* 24. prosince 1956, Ulánbátar) je mongolský politik, v letech 2007–2009 předseda vlády za postkomunistickou Mongolskou lidovou revoluční stranu (MAChN), jejímž byl vůdcem. 26. října 2009 ze zdravotních důvodů rezignoval na své politické funkce.

## Život
Narodil se v Ulánbátaru. Na Lomonosovově univerzitě v Moskvě studoval právo. V letech 1979–1983 sloužil jako důstojník v generálním štábu Mongolské lidové armády. Následujících 5 let (do r. 1988) pracoval jako zpravodaj tiskových agentur Montsame a Mongolpress. Od roku 1990 do roku 1992 byl poslancem Malého churalu (dolní komory parlamentu). V letech 1997–2001 měl funkci vedoucího prezidentské kanceláře; poté až do r. 2005 sloužil jako velvyslanec Mongolského státu v Rusku.